# NGC 7300
NGC 7300 est une galaxie spirale intermédiaire située dans la constellation du Verseau. Sa vitesse par rapport au fond diffus cosmologique est de 4 566 ± 24 km/s, ce qui correspond à une distance de Hubble de 67,3 ± 4,8 Mpc (∼220 millions d'al). NGC 7300 a été découverte par l'astronome britannique John Herschel en 1830.
Sur l'image du relevé Pan-STARRS, on voit à peine la présence d'une barre dans le bulbe de NGC 7300, aussi la classification de spirale intermédiaire par les bases de données NASA/IPAC et HyperLeda semble mieux décrire la morphologie de cette galaxie.
La classe de luminosité de NGC 7300 est II et elle présente une large raie HI et elle renferme également des régions d'hydrogène ionisé (HII).
À ce jour, quinze mesures non basées sur le décalage vers le rouge (redshift) donnent une distance de 55,767 ± 12,245 Mpc (∼182 millions d'al), ce qui est à l'extérieur des valeurs de la distance de Hubble.  Notons que c'est avec la valeur moyenne des mesures indépendantes, lorsqu'elles existent, que la base de données NASA/IPAC calcule le diamètre d'une galaxie et qu'en conséquence le diamètre de NGC 7300 pourrait être d'environ 43,8 kpc (∼143 000 al) si on utilisait la distance de Hubble pour le calculer.

## IC 5204?
Selon la base de données NASA/IPAC et le professeur Seligman, la désignation IC 5204 de l'Index Catalogue pourrait être attribuée à NGC 7300 (à la suite d'une observation double ?),. Mais cette identification reste cependant incertaine. D'autres sources consultées comme les bases de données Hyperleda et Simbad, considèrent IC 5204 comme étant un objet céleste perdu ou inexistant,.

## Supernova
Deux supernovas ont été découvertes dans NGC 7300 : SN 1996ca et SN 2015au. 

### SN 1996ca
La supernova SN 1996ca a été découverte le 15 décembre 1996 par l'astronome amateur Masakatsu Aoki à Toyama. D'une magnitude apparente de 16,5 au moment de sa découverte, elle était de type la.

### SN 2015au
SN 2015au a été découverte le 10 novembre 2015 par Greg bock, l'un des astronomes amateurs du groupe BOSS (BOSS-Backyard Observatory Supernova Search). Cette supernova était de type IIb et sa magnitude au moment de sa découverte était de 17,7.

## Groupe de NGC 7300
Selon A. M. Garcia, NGC 7300 fait partie du qui porte son nom. Le groupe de NGC 7300 renferme au moins cinq membres. Les autres galaxie sont NGC 7251, NGC 7298, MCG -3 -57 -1 et MCG -3 -57 -8. Cependant, la distance de Hubble de la galaxie MCG -3-57-8 est de 35,01 ± 2,48 Mpc (∼114 millions d'al). Il s'agit donc d'une galaxie d'avant-plan qui ne fait pas partie de ce groupe. 
Mais, selon le professeur Seligman, ce groupe compte huit galaxies, soit NGC 7251, NGC 7255, NGC 7298, NGC 7300, PGC 68593 (MCG -3-57-1), PGC 68958 (MCG -3-57-8), PGC 69000 et PGC 170932.
L'inclusion de PGC 68958 au groupe de NGC 7300 vient sans doute d'une erreur de la base de données Simbad. En effet, selon Simbad, la vitesse radiale de cette galaxie est de 4 894 ± 39 km/s, vitesse semblable à celle des autres galaxies du groupe. La référence indiquée par Simbad pour cette valeur ne montre que deux galaxies très lointaines (2MASX J01062264+0058518 et 	MCG+07-34-045).